# Волф Дитер фон Геминген (1595 – 1645)
Волф Дитер фон Геминген (на немски: Wolf Dieter von Gemmingen; * 18 октомври 1595; † 1645) е благородник от стария алемански рицарски род Геминген в Крайхгау в Баден-Вюртемберг, господар на Бонфелд (част от Бад Рапенау) и Гутенберг (днес в Хасмерсхайм). Той е основател на 2. клон Бонфелд-Гутенберг.
Той е третият син на Волф Дитрих фон Геминген (1550 – 1595) и съпругата му фрайин Мария фон Геминген-Бюрг (1552 – 1609), дъщеря на Еберхард фон Геминген-Бюрг († 1583) и Мария Грек фон Кохендорф († 1609).
Брат е на Дитрих (1584 – 1659), основава 1. клон Геминген-Фюрфелд, и Ханс Волф фон Геминген-Гутенберг (1592 – 1638).
При братята Волф и Дитрих (1584 – 1659) фамилията II. линия (Геминген, Гутенберг) се разделя на клоновете Геминген-Фюрфелд и Бонфелд-Гутенберг.
Волф Дитер фон Геминген е погребан 26 март 1645 г. в Браунсбах. Той е дядо на Фридрих Кристоф фон Геминген (1670 – 1702), баденски „обер-щалмайстер“ и „оберст-вахтмайстер“.

## Фамилия
Волф Дитер фон Геминген се жени 1622 г. за Регина Барбара фон Крайлсхайм (*	7 ноември 1597; † 1635). Бракът е бездетен.
Волф Дитер фон Геминген се жени втори път на 10 март 1639 г. в Кохерщетен за Катарина Елизабета фон Грумбах (* 1613), дъщеря на Карл Кристоф фон Грумбах-Глайзенберг и Анна Маргарета Трушсес фон Померсфелден. Те имат един син:
- Волф Фридрих фон Геминген (* 18 юни 1644; † 17 май 1690, Бонфелд), женен на 7 юли 1667 г. за Ева Мария Гьолер фон Равенсбург (* 16 май 1639; † 22 декември 1691), дъщеря на Йохан Бернхард I Гьолер фон Равенсбург (1608 – 1652) и София Анна Емилия фон Варнщет (* 1606)

Вдовицата му Катарина Елизабета фон Грумбах се омъжва втори път на 2 септември 1649 г. за Йохан Лудвиг фон Морщайн.